# Болошкевич Катерина Іванівна
Катерина Іванівна Болошкевич (нар. 19 травня 1939, село Глибочиця, тепер Житомирського району Житомирської області — 28 березня 2018, місто Житомир) — українська радянська діячка, ткаля Житомирського льонокомбінату. Герой Соціалістичної Праці (12.05.1977). Член Ревізійної Комісії КПУ в 1976—1981 роках. Депутат Верховної Ради УРСР 9-го скликання.

## Біографія
Народилася в селянській родині.
Освіта середня. Закінчила середню школу.
З 1957 року — робітниця Житомирського м'ясокомбінату.
З 1959 року — будівельник льонокомбінату, з 1961 року — ткаля Житомирського льонокомбінату.
Член КПРС з 1967 року.
Потім — на пенсії в місті Житомирі.

## Нагороди
- Герой Соціалістичної Праці (12.05.1977)
- два ордени Леніна (20.02.1974; 12.05.1977)
- орден Трудового Червоного Прапора (5.04.1971)
- медалі